# NGC 2491
NGC 2491 est une lointaine galaxie spirale située dans la constellation du Petit Chien. NGC 2491 a été découverte par l'astronome américain Lewis Swift en 1885.

## Caractéristiques
Sa vitesse par rapport au fond diffus cosmologique est de 12 015 ± 17 km/s, ce qui correspond à une distance de Hubble de 177 ± 12 Mpc (∼577 millions d'al).
AEn raison d'une brillance de surface égale à 11,75  mag/am2, on peut qualifier NGC 2504 de galaxie présentant une brillance de surface élevée.